# Frankfurter Judengasse

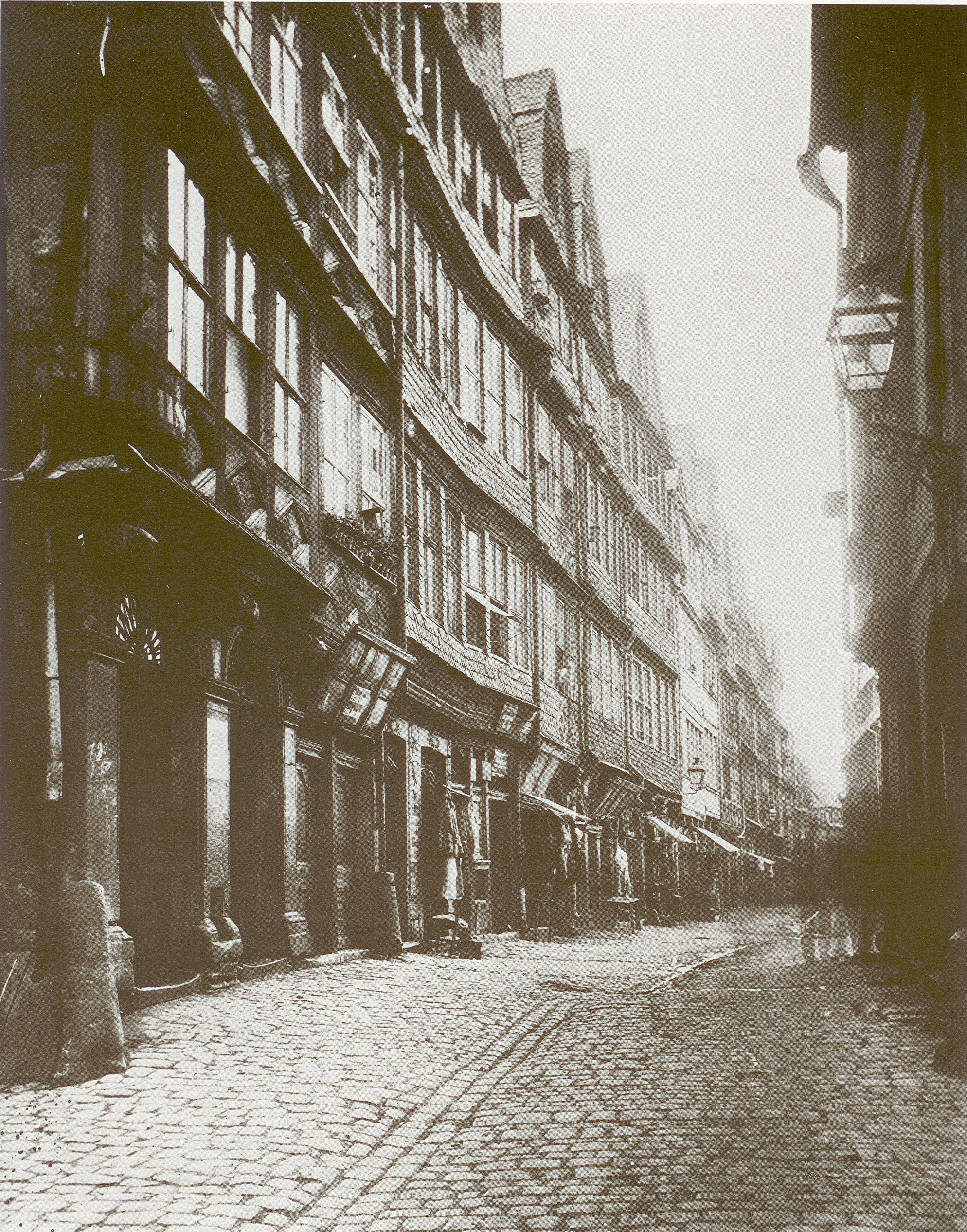
Fráncfort Judengasse alrededor de 1868

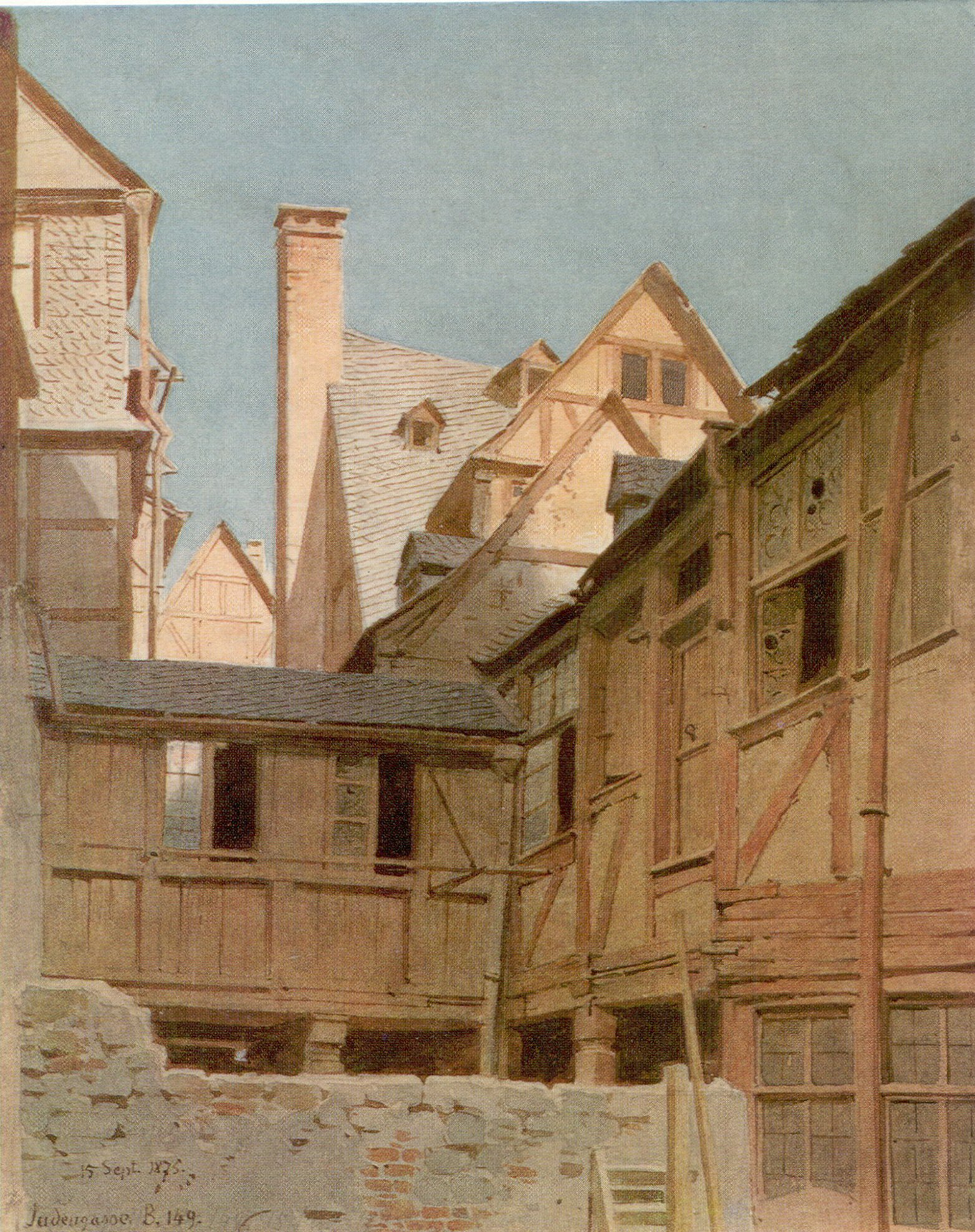
Judengasse, Carl Theodor Reiffenstein, 1875

La Frankfurter Judengasse fue el gueto judío de Fráncfort del Meno desde 1462 hasta 1796. Fue el primero y uno de los últimos de su tipo en Alemania antes de la era de la emancipación en el siglo XIX y principios del siglo XX. En la época moderna, vivía allí la comunidad judía más grande de Alemania.
Después de que se levantó el requisito del gueto, la Judengasse se convirtió en un barrio pobre. Desde mediados del siglo XIX hasta principios de siglo XX casi todas las casas fueron demolidas. La Börnestrasse, construida en su lugar, siguió siendo un centro de la vida judía en Fráncfort, ya que aquí se encontraban la sinagoga principal liberal y la sinagoga ortodoxa Börneplatz.
Después de la destrucción en la Segunda Guerra Mundial, la calle apenas se reconoce en el paisaje urbano actual de Fráncfort. El curso de la calle actual An der Staufenmauer corresponde aproximadamente a su extremo noroeste. Durante la construcción de un edificio administrativo en 1987 se descubrieron los restos de la antigua Judengasse. Después de un largo debate público, algunas partes del mismo se integraron en el nuevo edificio como Museo Judío de Fráncfort.

## Situación

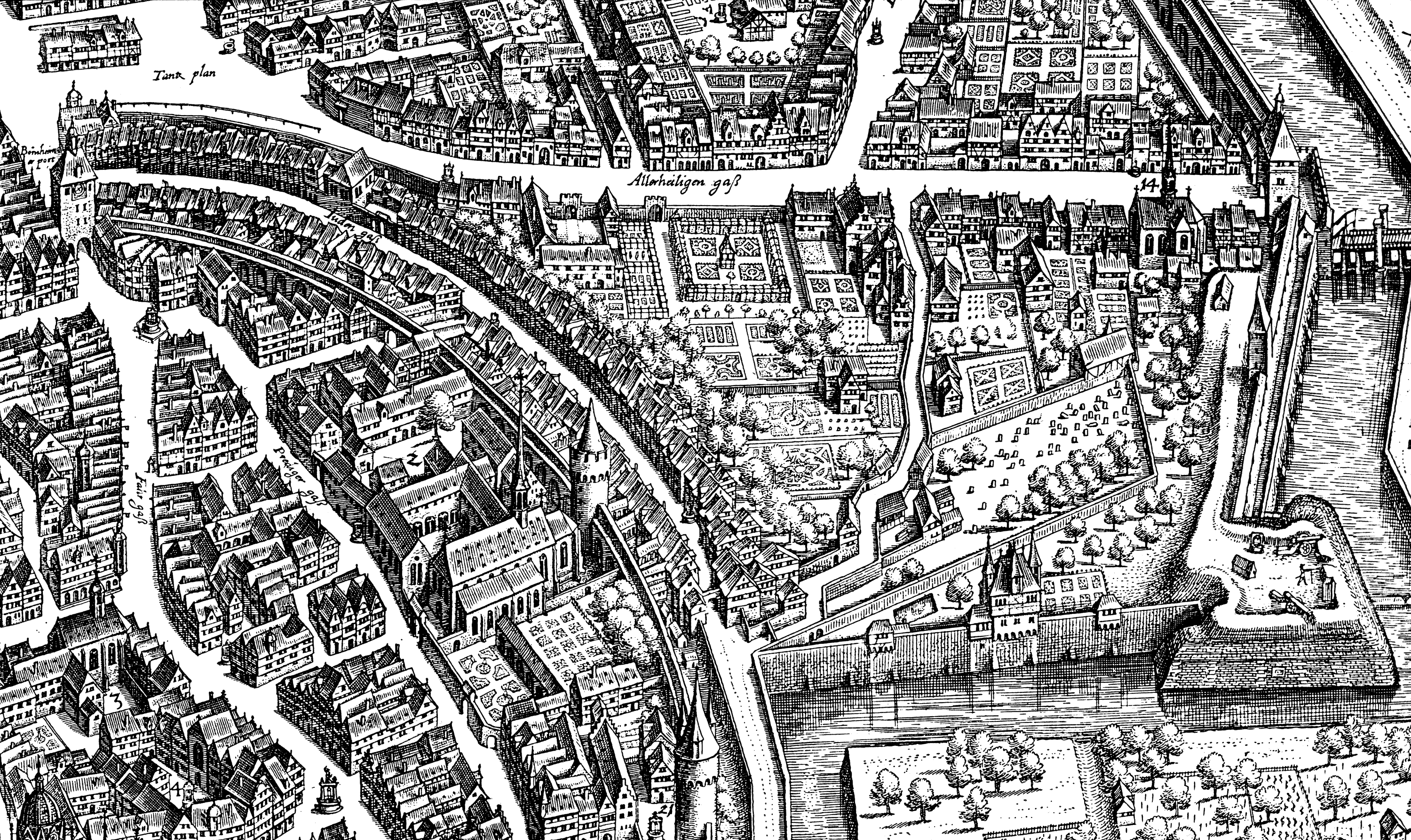
La Judengasse arqueada en una vista de la ciudad, obra de Matthäus Merian de 1628. La plaza del extremo sur es el mercado judío. A la derecha está el cementerio.

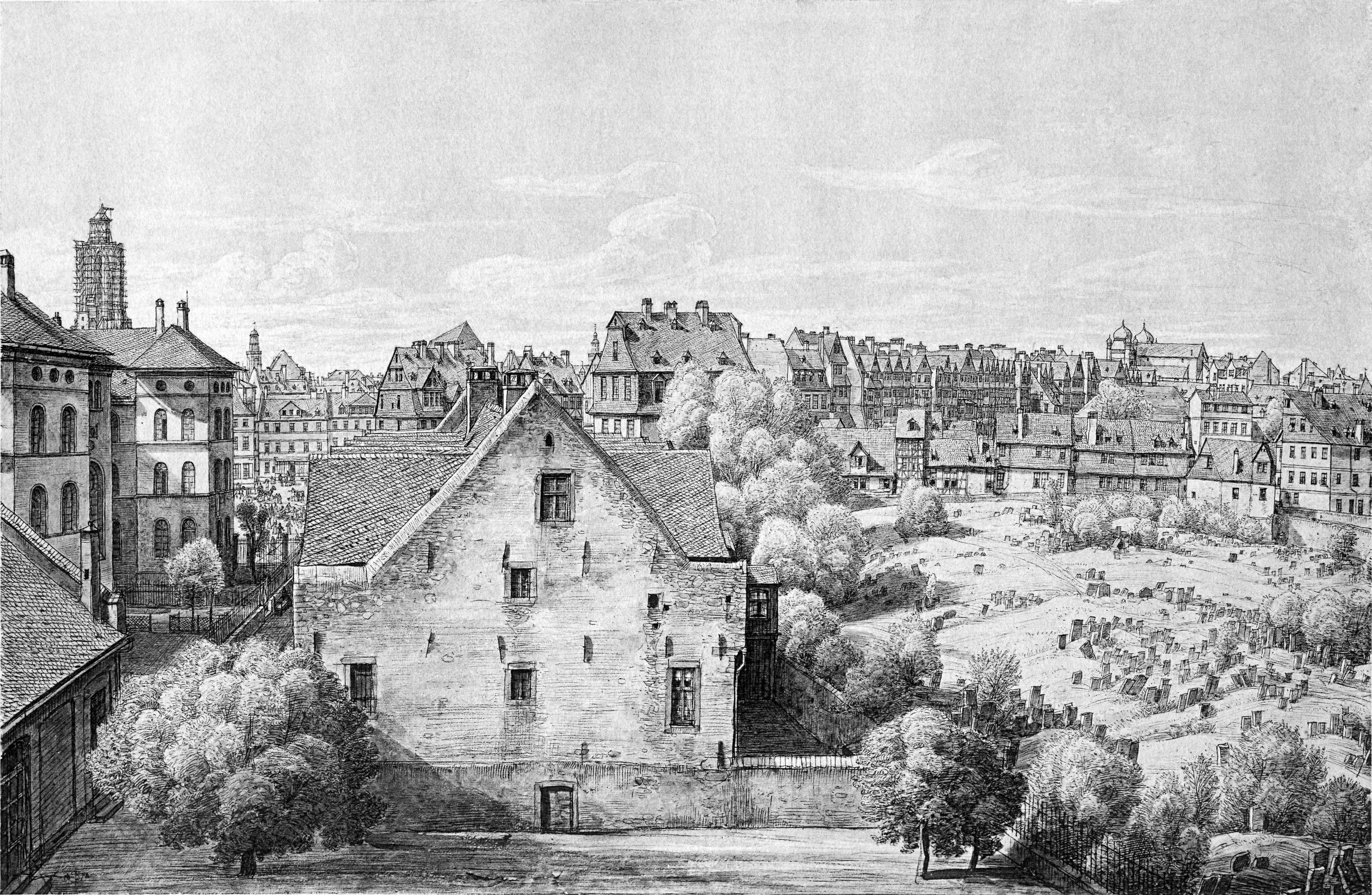
El antiguo cementerio judío, 1872, mirando al oeste. En el lado oeste del cementerio se pueden ver al fondo los altos y estrechos edificios de la Judengasse. El mercado judío estaba detrás del edificio en el borde izquierdo de la imagen.

La Judengasse se encontraba al este del muro Staufen, que separaba el casco antiguo de Fráncfort de la ciudad nueva, que surgió después de 1333. Con sólo poco más de tres metros de ancho y unos 330 metros de largo, describía un arco que se extendía aproximadamente desde la Konstablerwache hasta el Börneplatz, el antiguo mercado judío. Estaba rodeado de murallas y solo se podía acceder a él a través de tres portones.
El mercado judío en el extremo sur del callejón fue del siglo XVI al XIX un centro de la vida judía en Fráncfort del Meno, que desde finales del siglo XVIII fue ampliado. En 1885 pasó a llamarse Börneplatz y en 1935 los nacionalsocialistas lo denominaron Dominikanerplatz. Desde 1978 volvió a llamarse Börneplatz en honor al escritor judío Ludwig Börne.
El cementerio judío estaba situado al noreste del mercado judío. Durante siglos, la puerta del cementerio estuvo ubicada en el recinto suroeste del cementerio. Se podía llegar por el camino más corto del Judenmarkt.

## Construcción
Existe una lista de la población en la zona del gueto para el año 1473. Luego de la primera etapa de construcción consistía en aproximadamente 15 casas, una sinagoga, un hospital para extranjeros y una mikve. Vivían allí 154 personas.
Inicialmente, las casas sólo se construyeron en el lado este de la calle. En 1536 había 58 casas. A partir de la segunda mitad del siglo XVI se fueron añadiendo más casas, especialmente en el lado oeste: en 1612 había un total de 195 casas, 111 de las cuales estaban en el lado oeste y 84 en el lado este. En 1711 había 207 casas, 115 de las cuales estaban en el lado oeste y 92 en el lado este.
Dado que el magistrado de Fráncfort se negó durante siglos a ampliar el gueto, a finales del siglo XVIII había allí unas 3000 personas. No menos de 195 casas y edificios traseros formaban dos hileras dobles de edificios a cada lado del callejón. Se consideraba la zona más densamente poblada de Europa y, por ejemplo, Johann Wolfgang von Goethe, Heinrich Heine y Ludwig Börne la describieron como extremadamente estrecha y lúgubre. Fue destruida por incendios tres veces en el siglo XVIII: en 1711, 1721 y 1796.

## Los judíos de Fráncfort antes de la guetización
Probablemente los judíos estuvieron entre los primeros residentes de Fráncfort. Su primera mención documentada se remonta al 18 de enero de 1074, cuando Enrique IV concedió a los ciudadanos y judíos de Fráncfort, Worms y otros lugares ciertos privilegios, como la exención de derechos de aduana. Ochenta años después, sin embargo, el rabino de Maguncia Eliezer ben Nathan mencionó en el manuscrito Ewen ha-Eser los “lugares donde no vive ninguna sociedad judía, como es el caso de Fráncfort y otros lugares”. Grotefend subraya que esta afirmación prueba la inexistencia de una comunidad judía y no, como antes se suponía erróneamente, su existencia. Sin embargo, en los siguientes 90 años los judíos debieron haberse asentado nuevamente en Fráncfort, ya que la llamada “Batalla de los Judíos” de 1241 está documentada por dos fuentes judías y una cristiana.
Hasta finales de la Edad Media, los judíos de Fráncfort vivieron en lo que hoy es el casco antiguo, esencialmente entre la colegiata de San Bartolomé, la Fahrgasse y el río Meno. La vida política también tuvo lugar en este distrito, una de las mejores zonas de la ciudad. Aquí se encontraban el ayuntamiento, la casa de moneda, las casas gremiales de tintoreros y curtidores (el Komphaus y el Loher o tribunal inferior), así como un patio del arzobispo de Maguncia.
A los judíos se les permitió establecerse en cualquier lugar de Fráncfort y, por tanto, disfrutaron de mayor libertad de movimiento que en otras ciudades del reino. Por el contrario, en el barrio judío también vivían muchos no judíos. Sus casas del norte pertenecían al monasterio catedralicio. Aunque había resoluciones sinodales según las cuales ningún judío debía vivir en una casa perteneciente a la iglesia o cerca de un cementerio cristiano, el Bartholomäusstift permitió que las casas se alquilaran a judíos a cambio de altos depósitos.

### El pogromo de 1241
El pogromo de 1241 (también conocido como la Primera Batalla de los Judíos) fue la persecución documentada más antigua de judíos en Fráncfort y tuvo lugar el 24 de mayo de 1241.

#### Antecedentes
La comunidad judía de Fráncfort estaba formada por más de 200 personas en vísperas de la masacre, entre ellos tres rabinos. Había una sinagoga, dos yeshivás (casas de aprendizaje) y un cementerio. Desde principios del siglo XIII aumentó la presión de la sociedad mayoritaria y de la Iglesia sobre los judíos. Los dominicos en particular, responsables de la persecución de personas de otras religiones, actuaron activamente contra los judíos. Sin embargo, no hay evidencia directa de su participación en el pogromo de 1241. La evidencia más antigua que se conserva de su presencia en Fráncfort data sólo del año 1242.
El emperador Federico II estaba en un serio conflicto con el Papa Gregorio IX y permaneció en sus posesiones del sur de Italia. Su hijo de trece años, Conrado IV, que se suponía que lo representaría como rey alemán al norte de los Alpes, tenía poca asertividad y la invasiones mongolas amenazaban al imperio desde el este. Ya en 1235 se produjeron pogromos en Wolfhagen, Lauda, Tauberbischofsheim y Fulda, contra los que el emperador Federico II tomó enérgicas medidas. La acusación de asesinato ritual jugó un papel central en estos pogromos.

#### Acontecimientos
Se dice que el pogromo fue provocado por el deseo de un judío de ser bautizado, algo que sus familiares intentaron impedirle. La acusación de asesinato ritual no jugó ningún papel.
La comunidad judía fue atacada por una turba armada la tarde del 24 de mayo de 1241, al comienzo del Sabbat, y al día siguiente "en la ciudad de Fráncfort, el lugar sombrío", según fuentes judías. El Majzor Salónica también nombra una tarde y el día siguiente como el período del pogromo. Los Anales de Erfurt, por el contrario, señalan el 22 de mayo de 1241 como el día del acontecimiento, un miércoles. Queda por aclarar si esto puede implicar una escalada del conflicto que haya durado varios días. La fecha diferente también podría deberse a un error de transcripción al copiar el texto.
Un grupo de 70 judíos huyó a una torre, que también fue asaltada. Se prendió fuego a las casas y muchos murieron quemados. El fuego se extendió. Aproximadamente la mitad de la ciudad se quemó. La sinagoga fue saqueada y destrozada, los rollos de la Torá fueron destruidos, al igual que las dos yeshivás, que fueron atacadas por arqueros. Maestros y estudiantes fueron asesinados. Otros miembros de la comunidad aparentemente lograron escapar, porque en el libro conmemorativo de la comunidad de Maguncia estaba escrita una lista detallada de las víctimas con sus nombres.
Alrededor de 170 judíos fueron asesinados -el número de víctimas varía ligeramente según la fuente- y las víctimas probablemente fueron torturadas antes de ser asesinadas. Algunos cristianos también murieron. Los cadáveres desnudos y saqueados de los judíos simplemente fueron dejados tirados y no fueron enterrados. Su entierro posterior aconteció en el cementerio de la Battonnstraße.
24 judíos supervivientes fueron bautizados para evitar su asesinato, al menos dos de ellos lograron regresar a la comunidad religiosa judía.

#### Consecuencias
Como castigo por el pogromo, el pueblo de Fráncfort se vio obligado a pagar por daños y perjuicios al rey. Sin embargo, la posición del rey estaba tan debilitada durante esa época que no pudo hacer cumplir su reclamo. Después de años de punto muerto, el rey Conrado IV renunció a sus derechos con un certificado de amnistía. El trasfondo del problema era que Conrado, en sus disputas con el arzobispo de Maguncia, Siegfredo III de Eppstein, quería mantener a la ciudad en su bando. Siegfredo, en el mismo mes en que se emitió el documento, en mayo de 1246, nombró el 22 de mayo de 1246 Enrique Raspe como rey de romanos (antirey en contraposición a Conrado IV).

### La destrucción de la comunidad judía en 1349.
En el siglo XIV, Fráncfort logró el reconocimiento como ciudad imperial libre bajo los emperadores Luis IV de Baviera y Carlos IV. El consejo, dominado por patricios, ostentaba ahora el poder gubernamental.
Hacia mediados del siglo XIV se produjeron nuevos actos de violencia contra los judíos de Fráncfort. El emperador Luis llevó a varios miembros de la comunidad ante los tribunales por presuntos delitos. Los judíos entraron en pánico y algunos de ellos huyeron de la ciudad. De este modo, el emperador perdió los ingresos que previamente le había asegurado la Regalia judía, el derecho a gobernar a los judíos. Se indemnizó confiscando las casas y propiedades de los judíos que habían huido y vendiéndolas a la ciudad de Fráncfort. Según el testamento del emperador, a los retornados se les permitía negociar con el ayuntamiento de Fráncfort el precio de la devolución de sus bienes confiscados. Algunos judíos que habían huido anteriormente aprovecharon esta oportunidad.
En junio de 1349, Carlos IV, para pagar sus deudas, empeñó el Judenregal por 15.200 heller a la ciudad de Fráncfort. Hasta entonces, el alcalde real había sido responsable de proteger a los judíos, pero esta tarea pasó ahora al alcalde y al ayuntamiento. En efecto, los judíos de Fráncfort pasaron de ser servidores imperiales a ser súbditos del consejo (Rat) de la ciudad. Sin embargo, los reyes y emperadores romano-alemanes se reservaron derechos de protección sobre la comunidad judía de Fráncfort hasta el final del Imperio Antiguo.
Hasta que el emperador o uno de sus sucesores redimiera el depósito, los derechos de gobierno del consejo se extenderían a los propios judíos, así como a todas sus propiedades dentro y fuera de Fráncfort, a las granjas y casas, incluso al cementerio y la sinagoga., incluidos todos los derechos de uso y servidumbres asociados. En vista del creciente número de pogromos durante la epidemia de peste que azotaba desde 1348, Carlos IV y el concilio hicieron insertar en el contrato de prenda un pasaje que resultó desastroso. Decía que el rey no responsabilizaría a la ciudad si los judíos “partían por muerte o eran corrompidos o asesinados”. Las propiedades de los judíos asesinados deberían ir a la ciudad.
Dos semanas después de que Carlos abandonara la ciudad, el 24 de julio de 1349, todos los judíos de Fráncfort fueron asesinados o quemados en sus hogares. Se desconoce el número exacto de víctimas; se estima en unas 60. En la literatura más antigua, se responsabiliza sistemáticamente del crimen a los flagelantes, un grupo de fanáticos religiosos itinerantes y predicadores del arrepentimiento. Ya habían llevado a cabo pogromos en otros lugares porque culpaban a los judíos de la peste. En total, sólo en Alemania fueron destruidas unas 300 comunidades judías.
Sin embargo, las disposiciones del documento de Carlos IV antes citado hablan en contra de la autoría de los flagelantes, así como el hecho de que la peste no estalló en Fráncfort hasta el otoño de 1349. Según investigaciones recientes, es posible que el ataque no haya sido un motín espontáneo, sino más probablemente una masacre planeada con mucha antelación. El asesinato de los judíos redundaba en interés económico de algunos patricios y maestros de guildas, quienes de esta manera pudieron deshacerse de sus deudas y apropiarse sin obstáculos de las propiedades judías. El cementerio parroquial de la iglesia de San Bartolomé, por ejemplo, se amplió para incluir áreas donde anteriormente se encontraban predios judías.

### El restablecimiento de la comunidad.
Después de que un privilegio imperial permitiera fundar una nueva comunidad, los judíos comenzaron a establecerse nuevamente en Fráncfort en 1360. El emperador continuó reclamando los impuestos que debían pagar los judíos recién inmigrados. La mitad, que había prometido al arzobispo de Maguncia, fue adquirida por la ciudad de Fráncfort en 1358. El alcalde, Sigfrido del Paraíso, cobraba el impuesto para el emperador, quien a su vez se convirtió en protector de los judíos. Pero cuando en 1372 la ciudad asumió la alcaldía, adquirió también el derecho a la mitad real del impuesto a los judíos de 6000 marcos. Esto significó que la regalía judía volvió a ser propiedad exclusiva de la ciudad.
Hacia finales del siglo XIV, la comunidad ya era tan grande que pudo construir una nueva sinagoga en el lugar de la antigua destruida. En ella, los judíos no solo adoraban, sino que también prestaban juramentos legales, realizaban transacciones y recibían decretos del emperador o del concilio. Después del servicio, el rabino advirtió sobre la morosidad en los impuestos e impuso una prohibición a los miembros de la comunidad que hubieran cometido delitos penales. Cuando las excavaciones descubrieron los cimientos de la sinagoga, se descubrió una sala de 5,6 metros cuadrados que era tan profunda que podría haber llegado al nivel freático. Por lo tanto probablemente era una mikve.
La propiedad más grande de la comunidad judía en ese momento era el cementerio, que estaba en uso desde aproximadamente 1270 y que se menciona por primera vez en un documento de compra del año 1300. Antes de la segunda ampliación de la ciudad permitida por el emperador Luis el Bávaro en 1333, todavía se encontraba fuera de la ciudad. Limitaba con el jardín de custodia del Bartholomäusstift y desde el principio estuvo rodeado de muros. Cuando Fráncfort se declaró a favor del candidato Günther von Schwarzburg en las controvertidas elecciones reales de 1349 y esperaba un ataque de su oponente, el rey Carlos IV, se añadieron once ventanales alrededor del casco antiguo y el cementerio judío. El cementerio judío también quedó en condiciones defensivas durante el Städtekrieg (guerra de las ciudades) de 1388.

### La Judenstättigkeit
El término "Stättigkeit" se utilizó desde la Edad Media para designar el derecho de residencia y describir el estatus especial de los judíos dentro de la sociedad de Fráncfort. Stättigkeit se refería a aspectos políticos, legales, comerciales y sociales relacionados con los residentes judíos en Fráncfort, así como con los judíos extranjeros que permanecían temporalmente en la ciudad o estaban de paso. El código dio a los judíos un alto grado de libertad para actuar, así como un marco legal estable. Sin embargo, la Stättigkeit también impuso restricciones en su vida diaria, por ejemplo en cuestiones comerciales.
En 1349, los judíos de Fráncfort ya estaban incluidos en las listas de ciudadanos de la ciudad. La segunda comunidad, que se reformó después de 1360, tenía un estatus legal diferente. Cada uno de sus miembros tenía que celebrar individualmente un acuerdo de protección con el consejo, que regulaba la duración de la estancia, los impuestos regulares a pagar y las normas a observar. En 1366, el emperador Carlos IV ordenó a su alcalde Sigfrido, que también era el máximo funcionario de la corte de Fráncfort, que no les permitiera tener maestros artesanos, dictar sus propias leyes ni celebrar tribunales ellos mismos. Como consecuencia de la estricta política fiscal, en 1416 sólo había tres familias que pagaban impuestos. Todos los reglamentos individuales fueron resumidos por primera vez en 1424 en la Juden stedikeit y desde entonces leídos anualmente en la sinagoga.

### Crisis y resurgimiento de la comunidad en elsigloXV
Fráncfort no tenía en el siglo XIV una acentuada clase alta comercial. A pesar de la feria que ya existía, el comercio de mercancías estaba mucho menos desarrollado en Fráncfort que en otras ciudades alemanas. Por lo tanto, muchos judíos de Fráncfort participaban económicamente en el negocio de préstamos a artesanos, agricultores y nobles, principalmente de los alrededores, pero también de Fráncfort. Un subproducto del préstamo de dinero fue la venta de peones confiscados. También existía el pequeño comercio de caballos, vino, cereales, telas, ropa y joyas. El tamaño de estas transacciones no fue significativo. Medido por la cantidad de impuestos reales pagados por los judíos de Fráncfort, el poder económico de su comunidad se mantuvo todavía en un nivel bajo hasta mediados del siglo XV muy por detrás del de los judíos de Núremberg, Erfurt, Maguncia o Ratisbona.
Desde finales del siglo XIV, los judíos de Fráncfort fueron sometidos a restricciones cada vez mayores. En 1386, el consejo les prohibió emplear sirvientas y nodrizas cristianas. También especificó exactamente cuántos sirvientes se le permitía tener a cada hogar judío. Un perdón general de las deudas judías por parte del rey romano-alemán Wenceslao desposeyó efectivamente a los judíos en favor de sus deudores. Al mismo tiempo, el consejo intentó frenar el crecimiento de la comunidad judía mediante una política fiscal rígida. Entre 1412 y 1416, el número de hogares judíos se redujo de unos 27 a unos cuatro. En 1422, el consejo, citando sus privilegios, se negó a cobrar un impuesto a la herejía impuesto a los judíos por el rey romano-alemán y más tarde el emperador Segismundo, tras lo cual los judíos de Fráncfort fueron sometidos a la prohibición imperial y tuvieron que abandonar la ciudad. No pudieron regresar hasta 1424, después de que el emperador reconociera la posición legal de Fráncfort.
En 1416 el número de hogares judíos alcanzó su punto más bajo. Después de eso, sin embargo, creció continuamente y en la segunda mitad del siglo los judíos de Fráncfort generaron considerables ingresos fiscales. Después de la expulsión de los judíos de las ciudades de Tréveris en 1418, Viena en 1420, Colonia en 1424, Augsburgo en 1438, Breslau en 1453, Magdeburgo en 1493, Núremberg en 1499 y Ratisbona en 1519, la importancia de Fráncfort como centro financiero aumentó gradualmente.. Muchos de los desplazados en otros lugares se trasladaron a la ciudad del Main, a pesar de que su consejo sólo permitió que se establecieran los más poderosos financieramente.
A finales del siglo XV, ante la insistencia de los gremios de artesanos, que se encontraban cada vez más expuestos a una competencia seria, se impusieron restricciones al comercio de dinero y bienes de los judíos. Cuando el rey Maximiliano impuso un impuesto a las comunidades judías de 17 ciudades imperiales para su campaña italiana en 1497, Worms pagó la cantidad más alta y la comunidad de Fráncfort pagó la segunda más alta.

## El gueto de Fráncfort

### Antecedentes
Ya en 1431, el consejo (Rat) volvió a considerar cómo deshacerse por completo de los judíos, a causa de los cuales había habido repetidos conflictos con el emperador y el arzobispo de Maguncia. En 1432 y 1438 debatió el encerramiento de los judíos en un gueto, pero sin consecuencias inmediatas. En 1442, el emperador Federico III. A instancias del clero, los judíos fueron reubicados de sus apartamentos cerca de la catedral porque los cantos de la sinagoga supuestamente perturbaban el servicio cristiano en la iglesia cercana. En 1446 se produjo el asesinato del judío Zum Buchsbaum, que el secretario del ayuntamiento anotó en el libro del alcalde con tres cruces y en los comentarios Te deum laudamus y Crist is creado. En 1452, durante su estancia en Fráncfort, cardenal Nicolás de Cusa exigió que el concilio garantizara el cumplimiento del código de vestimenta de la iglesia para los judíos. Las mujeres judías debían llevar un velo a rayas azules y los judíos debían llevar anillos amarillos en las mangas de sus abrigos. Sin embargo, el cumplimiento de estas normas no se llevó a cabo de forma muy sostenible en el futuro.

### Creación del gueto
El impulso decisivo para la construcción de la Judengasse probablemente provino de la queja del emperador el 1 de septiembre de 1458, en la que decía que “las residencias de los judíos de Fráncf0rt y su sinagoga se encuentran directamente al lado de la colegiata de San Bartolomé y que el servicio religioso es perturbado por el ruido de la sinagoga" y pidió el traslado “a otro lugar dentro de la muralla de la ciudad”.
Tras otra intervención del emperador Federico III en 1458, el consejo finalmente comenzó a construir casas fuera de la antigua muralla y el foso de la ciudad, a donde los judíos tuvieron que trasladarse en 1462. Este fue el comienzo del establecimiento de un gueto cerrado. En 1464 la ciudad había construido con sus propios fondos once casas, un salón de baile, un hospital, dos posadas y un centro comunitario. Los baños fríos y la sinagoga se construyeron a expensas de la comunidad judía.
Esta primera sinagoga del gueto, también llamada Altschul, se encontraba en el lado este de la Judengasse y, al igual que la antigua, no sólo tenía fines religiosos. Era el centro social de la comunidad, donde se realizaban incluso las actividades mundanas. Esto correspondía a la estrecha conexión entre la vida cotidiana y la religión en el judaísmo. La presencia de judíos trajo consigo una independencia parcial de la comunidad. En la sinagoga se elegían líderes comunitarios, se publicaban ordenanzas del rabino, se declaraba indignos a los quebrados intencionalmente y se aplicaban castigos corporales frente a la comunidad reunida. Se alquilaron los asientos de la sinagoga. A cualquiera que debía dinero a la comunidad se le subastaba su asiento al mejor postor.
En 1465, el ayuntamiento decidió permitir que los judíos continuaran construyendo el callejón por su propia cuenta. El terreno pertenecía al consejo, que también se reservaba la propiedad de las casas, independientemente de que las hubieran construido ellos mismos o los judíos. Cobró un alquiler básico por las áreas desarrolladas.
La discusión sobre una posible expulsión de los judíos no terminó con el establecimiento del gueto. En 1515, el síndico de la ciudad Adam Schönwetter lanzó un plan, bajo el liderazgo de Alberto de Brandeburgo, arzobispo de Maguncia, para lograr la expulsión de los judíos en las ciudades y pueblos de toda la región del Rin-Meno. La medida cuidadosamente preparada fracasó, sin embargo, debido a la resistencia de los judíos de Fráncfort, quienes pudieron conseguir el apoyo del emperador Maximiliano I de Habsburgo, quien vio el intento de expulsión como un ataque a sus derechos y prohibió estrictamente cualquier continuación del proyecto.
Sólo un siglo después del reasentamiento forzoso, cuando las casas en Judengasse ya no eran suficientes, se permitió a los judíos construir en una parte del Graben (foso). Así nació entre 1552 y 1579 la Judengasse, tal como existió hasta el siglo XIX.
Debido a su auge económico, la población judía creció de 260 personas en 1543 a alrededor de 2700 personas en 1613. Como no se permitió ampliar la Judengasse, se crearon nuevas casas dividiendo las existentes. Se construyeron casas traseras a ambos lados del carril, de modo que ahora tenía cuatro hileras de casas. Finalmente, se aumentó el número de pisos y se permitió que los pisos superiores sobresalieran tanto hacia el callejón que las casas casi se tocaban entre sí. En casas bajas se colocaron grandes estructuras de varios pisos, las llamadas viviendas.

### La vida en el gueto
La vida en Judengasse era extremadamente estrecha debido al rápido aumento de su población, especialmente porque el magistrado de Fráncfort se negó durante siglos a ampliar el área del gueto.
Las condiciones de vida de los judíos estaban reguladas hasta el más mínimo detalle por la llamada Judenstättigkeit. Esta ordenanza del Consejo de Fráncfort estipulaba, entre otras cosas, que a los judíos no se les permitía salir del gueto por la noche, los domingos, los días festivos cristianos y durante la elección y coronación de los emperadores romano-alemanes. Además de este aislamiento, la actividad judía contenía una serie de otras regulaciones, muchas de las cuales eran discriminatorias y acosadoras.
Regulaba el derecho de residencia, la recaudación de impuestos y las actividades profesionales de los judíos, así como su comportamiento en la vida cotidiana, hasta su vestimenta. Cada judío tenía que llevar en su ropa una mancha amarilla, en forma de anillo. La afluencia al gueto desde fuera de Fráncfort fue estrictamente limitada. Según la nueva ley de asentamientos judíos promulgada en 1616, en la Judengasse sólo se permitía vivir a 500 familias y a sus residentes sólo se les permitía celebrar doce bodas al año. Incluso los residentes ricos y respetados, como el banquero Mayer Amschel Rothschild, no estuvieron exentos de las restricciones discriminatorias. Sin embargo, en el callejón se desarrolló una floreciente vida judía.

### La asamblea rabínica de 1603
El papel central que desempeñó la comunidad de Fráncfort en la vida intelectual judía a principios de la Edad Moderna quedó demostrado por la gran reunión rabínica que tuvo lugar en la Judengasse en 1603. En el marco de la Feria de Otoño de Fráncfort de 1603 se reunieron 24 rabinos y representantes de las comunidades judías. Procedían del sur y del oeste de Alemania. Entre ellos había siete u ocho rabinos, el resto eran líderes laicos. La comunidad judía de Frankfurt desempeñó un papel importante como probable iniciadora del plan de cooperación entre las comunidades judías del Reich. Previamente se celebraron reuniones regionales de personalidades judías para determinar sus representantes en la asamblea de Frankfurt. Algunas de las comunidades más importantes de Alemania -Maguncia, Fulda, Colonia y Coblenza- enviaron representantes.
La asamblea se ocupó principalmente de la jurisdicción sobre la cual los judíos podían regular de forma autónoma y para la cual se habían creado cinco tribunales: en Fráncfort del Meno, Worms, Friedberg, Fulda y Gunzburgo. Entre los temas de la reunión se encontraban las normas contra el fraude en el comercio y la acuñación de monedas, así como cuestiones sobre los impuestos a las autoridades, cuestiones religiosas como el sacrificio y las normas rituales. Se trataba también de mantener o crear una cierta uniformidad entre los judíos a través de las fronteras de los territorios. En última instancia, la iniciativa pretendía consolidar la posición de los judíos dentro del Reich. Los impuestos se fijaron para fines comunes. Se suponía que cada judío debía dar un pfennig por cada 100 florines de su riqueza al mes. También se establecieron como puntos de recaudación de impuestos para los judíos regionales: Frankfurt, Worms, Maguncia, Bingen, Hamm, Friedberg, Schnaittach, Wallerstein y Gunzburgo. Entre otras cosas, el dinero estaba destinado a pagar a los líderes judíos para que pudieran cumplir mejor su función como representantes de intereses. Los resultados se registraron en un documento completo escrito en hebreo. Estas ordenanzas debían leerse en las sinagogas el sábado.
El elector Ernst de Baviera vio la oportunidad de mejorar su situación financiera. Además, él y los demás soberanos interesados en la territorialización de los judíos querían impedir una organización uniforme en todo el imperio. Ernst describió la asamblea como un peligro de que los judíos pudieran usar el dinero recaudado para reclutar tropas y alejarse del Reich. En última instancia, amenazarían a todo el cristianismo. El emperador Rodolfo II fue convencido de ello y criticó el “escandaloso régimen y la ley judíos”. Amenazó con que los judíos podrían perder todos los privilegios y les prohibió, bajo castigo físico, adherirse a las resoluciones de Fráncfort.
La asamblea desencadenó un juicio de alta traición contra los judíos en Alemania. En opinión de los abogados imperiales, lo que llamaron la “Conspiración de los rabino de Fráncfort” („Frankfurter Rabbinerverschwörung) había violado los principios del derecho imperial. Según éste, la iurisdictio, el poder supremo de mandar y prohibir, pertenecía únicamente al soberano. El proceso duró varios años, sin llegar a un resultado. Mientras tanto, la protección imperial parecía abolida, lo que alentó a los antisemitas a disturbios y pogromos en Fráncfort y Worms, las dos comunidades más grandes de judíos alemanes. La disputa se resolvió en 1631 cuando la comunidad de Fráncfort y todo Ashkenaz pidieron prestada una gran suma, que el elector de Colonia, el investigador del proceso, recibió como multa.

### El levantamiento de Fettmilch
Las tensiones sociales entre los patricios, que dominaban el magistrado de Fráncfort, y los gremios de artesanos condujeron en 1614 al llamado levantamiento de Fettmilch, que lleva el nombre de su líder, el panadero de jengibre Vinzenz Fettmilch, durante el cual la Judengasse fue atacada y saqueada y Los judíos fueron nuevamente expulsados temporalmente de Fráncfort.
Las protestas de los gremios inicialmente estaban dirigidas contra el comportamiento financiero del ayuntamiento y tenían como objetivo una mayor participación en la política de la ciudad. Además de regular los precios de los cereales, los gremios también exigieron medidas antijudías, en particular una restricción del número de judíos que vivían en la ciudad y una reducción a la mitad del tipo de interés que a los judíos se les permitía cobrar por sus transacciones financieras. De esta manera, los seguidores de Fettmilch encontraron apoyo entre los comerciantes y artesanos que esperaban que la expulsión de los judíos también saldaría sus deudas.
A finales de 1613, el consejo concluyó un tratado civil con los insurgentes, que significó esencialmente una reforma constitucional que otorgó a los representantes de los gremios más derechos y más influencia. Cuando la elevada deuda de la ciudad se hizo pública y al mismo tiempo se supo que el ayuntamiento había malversado el dinero de protección pagado por los judíos, Fettmilch hizo declarar depuesto al ayuntamiento y ocupar las puertas de la ciudad. Estallaron los primeros disturbios contra los judíos. Ahora el emperador, que hasta entonces había permanecido neutral, intervino en el conflicto. Exigió el restablecimiento del consejo y amenazó a todos los ciudadanos con la prohibición imperial si no se sometían.

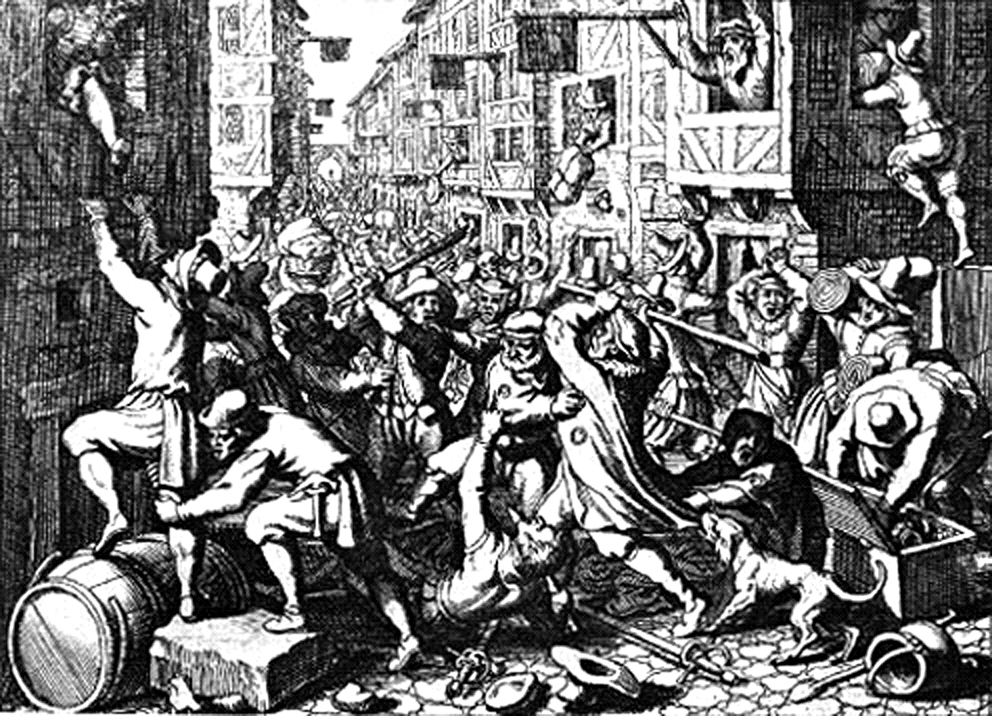
El saqueo de Judengasse el 22 de agosto de 1614

Después de que se conoció la amenaza imperial, los artesanos y oficiales rebeldes marcharon por las calles en protesta el 22 de agosto de 1614. Su ira se dirigió contra el eslabón más débil de la cadena de sus oponentes reales o percibidos: los judíos. Los rebeldes irrumpieron en las puertas de Judengasse, que estaban defendidas por los judíos, y, después de varias horas de lucha con barricadas, entraron en el gueto. Todos los habitantes de Judengasse, un total de 1380 personas, fueron detenidos en el cementerio judío, sus casas saqueadas y parcialmente destruidas. Al día siguiente tuvieron que abandonar la ciudad. Encontraron refugio en las comunidades circundantes, especialmente en Hanau, Höchst y Offenbach.
Luego, el emperador impuso la proscripción imperial a Fettmilch y a varios de sus partidarios el 28 de septiembre de 1614. Fettmilch fue arrestado el 27 de noviembre. Él y otros 38 acusados fueron juzgados. Sin embargo, el tribunal no los condenó por los disturbios contra los judíos, sino por crímenes de majestad y desacato a las órdenes imperiales. El 28 de febrero de 1616, Fettmilch y seis de sus seguidores fueron ejecutados en el Roßmarkt de Fráncfort. El mismo día 20 Adar, según el calendario judío, los judíos que habían huido fueron conducidos de regreso a Judengasse por soldados imperiales. En sus puertas estaban adheridas un águila imperial de piedra y la inscripción “Majestad imperial romana y protección del Sacro Imperio”. Como primera medida, los judíos de Fráncfort que regresaron restauraron la sinagoga profanada y el cementerio devastado para uso religioso. En el futuro, celebraron el aniversario de la repatriación ceremonial como una celebración de Purim Vinz en honor al nombre del cabecilla. El Purim Kaddish tiene una alegre melodía de marcha en memoria del espectáculo del regreso.
Sin embargo, los judíos retornados nunca recibieron la compensación prometida. El levantamiento de Fettmilch fue uno de los últimos pogromos judíos en Alemania antes de la era del nacionalsocialismo. El periodismo contemporáneo sobre los acontecimientos de 1612 es notable porque, por primera vez, la mayoría de los comentaristas cristianos también se posicionaron a favor de los judíos.

### La Stättigkeit de 1616
El nuevo “estatus judío” para Fráncfort, que fue emitido por los comisionados imperiales de Hesse y Maguncia electoral en 1616, respondió al pogromo de Fettmilch, pero de una manera que tuvo más en cuenta las actitudes antijudías de muchos habitantes de Fráncfort que las necesidades de la población judía de la ciudad.
La reglamentación dictaba que el número de familias judías en Fráncfort debería mantenerse limitado a 500. En los 60 años anteriores al pogromo, el número de hogares judíos en Fráncfort había aumentado de 43 a 453, más de diez veces. Esta disposición tenía como objetivo poner un límite superior al rápido crecimiento demográfico en la Judengasse. El número de matrimonios judíos estaba limitado a 12 por año, mientras que los cristianos sólo tenían que demostrar suficientes bienes ante el tesoro para obtener una licencia de matrimonio.
Desde el punto de vista económico, los judíos fueron tratados en gran medida en pie de igualdad con los residentes cristianos: como a ellos, no se les permitía mantener tiendas abiertas, no dedicarse al pequeño comercio en la ciudad, no participar en negocios. asociaciones con ciudadanos y no adquirir propiedades: restricciones todas ellas cuyas raíces se remontan a la Edad Media.
Una innovación fue que ahora a los judíos se les permitía expresamente participar en el comercio al por mayor, por ejemplo, el comercio de bienes pignorados como cereales, vino y especias o el comercio a larga distancia de telas, seda y textiles. Se puede suponer que, al fortalecer la posición económica de los judíos, el emperador quería crear un contrapeso contra las familias de comerciantes cristianos que ahora gobernaban en Fráncfort después de que los gremios perdieran sus poderes.
Otra disposición positiva de la nueva residencia para los judíos fue que ya no era necesario renovarla cada tres años. Por tanto, equivalía a un permiso de residencia permanente en Fráncfort. Sin embargo, los judíos todavía eran considerados extranjeros que tenían un estatus legal inferior al de los ciudadanos y residentes. Seguían siendo súbditos del concilio y, a diferencia de los cristianos, no podían solicitar la admisión a la ciudadanía. En 1616 se les prohibió expresamente llamarse ciudadanos. Los judíos tenían que pagar más impuestos que los residentes cristianos: tenían que pagar derechos de aduana más elevados e impuestos adicionales.

### El incendio de 1711

Grabado en cobre de la Judengasse de Fráncfort del Meno, después del incendio. En la colección del Museo Judío de Suiza.

El 14 de enero de 1711 se produjo un gran incendio en la Judengasse. El incendio se produjo alrededor de las ocho de la tarde en la casa del gran rabino Naphtali Cohen en Eichel. El fuerte viento y la estrechez de la calle favorecieron la rápida propagación del fuego, al igual que la construcción de entramado de madera de las casas, sin suficientes muros cortafuegos y con amplios voladizos hacia el centro de la calle. Después de 24 horas, todas las casas del gueto menos una se habían quemado.

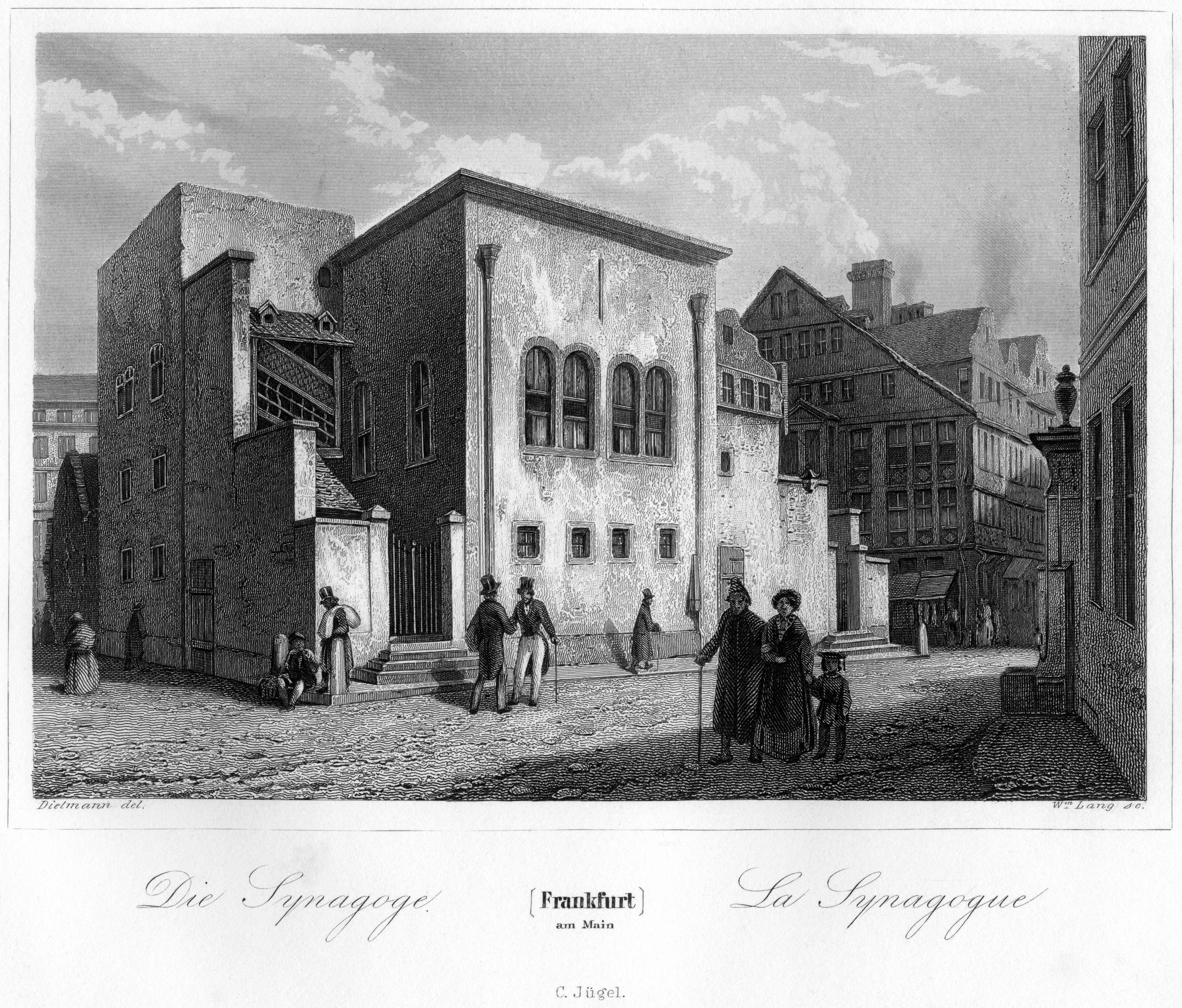
La sinagoga del año 1711, reconstruida tras el gran incendio judío. Grabado en acero de Wilhelm Lang (1845) a partir de una plantilla de Jakob Fürchtegott Dielmann.

Cuatro personas perdieron la vida en el incendio y sus pertenencias quedaron destruidas. A los residentes sin hogar se les permitió vivir en casas cristianas alquiladas en Fráncfort hasta que se llevó a cabo la reconstrucción. Quienes no podían permitírselo tuvieron que buscar refugio en comunidades judías de la zona de Fráncfort. Los judíos que habían vivido en el callejón sin estar activos fueron expulsados.
La primera preocupación de la comunidad judía fue reconstruir su sinagoga incendiada. El nuevo edificio, construido sobre los antiguos cimientos, fue inaugurado a finales de septiembre de 1711. Constaba de tres partes: la sinagoga propiamente dicha (Altschul), la sinagoga de mujeres de tres pisos al norte, que estaba casi completamente separada de la sinagoga, y Neuschul al sur. Solo el Altschul tenía algunos elementos decorativos con bóveda gótica, fachada propia, dos medias columnas al frente y ventanas arqueadas más grandes en el piso superior. En comparación con otras sinagogas del período barroco en Praga, Ámsterdam o Polonia, esta sinagoga parecía medieval y atrasada y, por tanto, reflejaba la situación de la comunidad judía obligada a vivir en un gueto.
El ayuntamiento emitió estrictas normas de construcción para la reconstrucción del callejón. Los dibujos arquitectónicos conservados permiten ahora una reconstrucción bastante buena de la antigua Judengasse. El rabino Naphtali Cohen, bisnieto del famoso rabino de Praga Judah Loew, fue culpado del inicio del incendio. El trasfondo era su supuesta creencia de que había encontrado un talismán contra los espíritus del fuego, lo que llevó a especulaciones sobre un encantamiento fallido. Una investigación finalmente reveló su inocencia. Sin embargo, ya no encontró apoyo en la comunidad judía de Frankfurt. Para recaudar el depósito de 1550 florines (aproximadamente cuatro salarios anuales promedio), tuvo que contar con la ayuda de judíos extranjeros que vinieron a Frankfurt para la feria de primavera. El 21 de marzo de 1711 fue puesto en libertad y se le permitió abandonar la ciudad. Regresó a Praga con su familia, para trasladarse a Palestina unos años más tarde. En el camino murió en Constantinopla en 1719.
La comunidad judía de Frankfurt celebró el aniversario del incendio, que según el calendario judío es el día 24. Tevet, en adelante día de arrepentimiento y ayuno. La junta comunitaria prescribió un estricto ascetismo. Durante años, a los miembros de la comunidad no se les permitía asistir a representaciones teatrales ni jugar (excepto ajedrez ). La comunidad judía nunca recuperó su fuerza anterior hasta el fin del gueto en 1796.

### El incendio de 1721
Sólo diez años después del gran incendio judío, el 28 de enero de 1721 se produjo otro incendio en el callejón. Al cabo de once horas, toda la parte norte del callejón estaba en llamas. Más de 100 casas se quemaron. Otras casas fueron saqueadas y dañadas durante las labores de rescate por parte de los vecinos cristianos de la ciudad, por lo que el emperador Carlos VI. Advirtió al ayuntamiento que tomara medidas contra los saqueadores y protegiera mejor a los judíos. Después de largas negociaciones, el consejo, que debía dinero a la comunidad judía, renunció al pago de los impuestos comunitarios pendientes. Sin embargo, esta vez la reconstrucción avanzó lentamente porque gran parte de la comunidad quedó empobrecida por los desastres sufridos.
Una vez más, algunos de los residentes afectados abandonaron el callejón y encontraron alojamiento en casas de propietarios cristianos en Fráncfort. En 1729, sin embargo, el consejo obligó a las últimas 45 familias que vivían fuera de Judengasse a regresar al gueto.

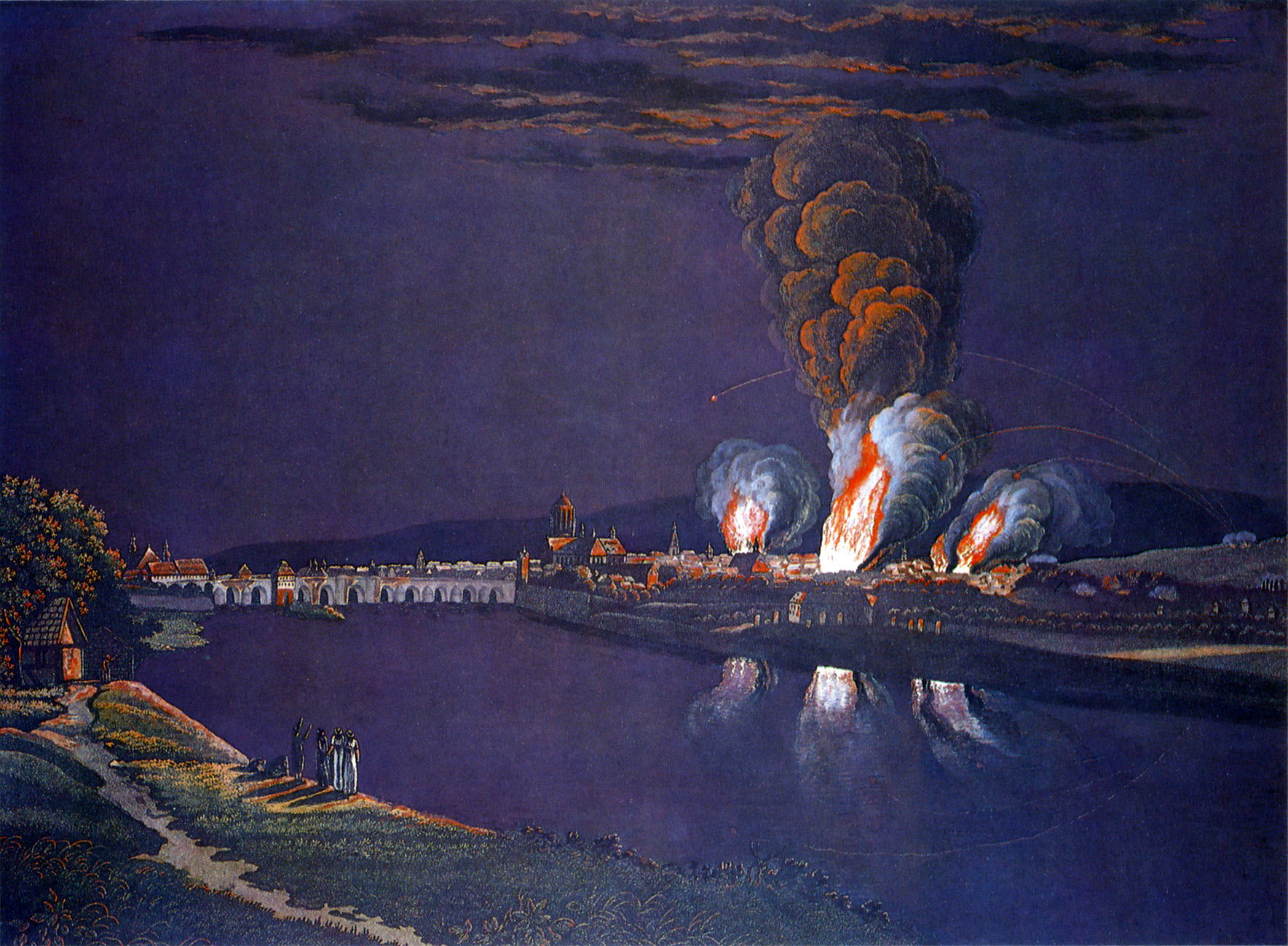
El bombardeo de Judengasse los días 13 y 14. Julio de 1796. Aguatinta coloreada de Christian Georg Schütz el Viejo

### El bombardeo de 1796
A raíz de la Revolución Francesa, Francia libró una guerra contra una coalición de Austria, Inglaterra y Prusia (Guerra de la Primera Coalición). En julio de 1796, las tropas revolucionarias francesas al mando del general Jean-Baptiste Kléber sitiaron la ciudad de Fráncfort, que estaba ocupada por tropas austriacas. El ejército francés colocó armas en las colinas al norte de la ciudad, entre Eschenheimer Tor y Aller Heiligentor. Para obligar al comandante austríaco, el conde Wartensleben, a rendirse, el general Kléber hizo bombardear la ciudad la tarde del 12 de julio y el mediodía del 13 de julio. Un bombardeo de una hora de duración la noche del 13 al 14 de julio causó daños especialmente graves. Especialmente la parte norte de la Judengasse fue alcanzada y se incendió. Aproximadamente un tercio de las casas de la Judengasse quedaron completamente destruidas. Los ocupantes austríacos tuvieron entonces que capitular.

### El fin del gueto
Fráncfort fue una de las últimas ciudades de Europa en renunciar a la guetización de su población judía. El ayuntamiento de Fráncfort fue fundamentalmente antijudío. En 1769, rechazó una petición de los judíos para que se les permitiera salir del gueto el domingo por la tarde y consideró la solicitud como "una prueba de la arrogancia ilimitada de este pueblo, que hace todo lo posible por igualarse a los residentes cristianos en cada oportunidad". ".
Cuando se publicó el drama de Lessing Nathan el Sabio en 1779, el ayuntamiento ordenó que los libros fueran prohibidos y confiscados. Los judíos de Fráncfort intentaron mejorar su situación con el emperador y el Reichstag alemán en Ratisbona, pero esto no cambió significativamente ni siquiera después de las patentes de tolerancia del emperador José II.
Después del incendio de Judengasse en 1796, a los residentes afectados se les permitió establecerse en la parte cristiana de la ciudad. A pesar de los graves daños, el incendio también tuvo sus beneficios para la comunidad judía, ya que de facto condujo a la abolición del requisito del gueto.
En 1806, el gran duque de Fráncfort Karl Theodor von Dalberg, nombrado por Napoleón, decretó la igualdad de derechos para todas las religiones. En uno de sus primeros actos administrativos derogó una antigua ordenanza municipal que prohibía a los judíos acceder a los paseos e instalaciones públicas. Hizo una generosa donación al Philanthropin, la nueva escuela de la comunidad. La ciudad de Fráncfort dispuso otra nueva ubicación en 1807 y una vez más asignó la Judengasse como alojamiento para los judíos. Sólo la Ordenanza Suprema de Dalberg sobre la igualdad de derechos civiles de la comunidad judía en Fráncfort (Höchste Verordnung, die bürgerliche Rechtsgleichheit der Judengemeinde zu Frankfurt betreffend ) en 1811 fue la que finalmente abolió los guetos obligatorios y los impuestos especiales. Sin embargo, la comunidad tuvo que pagar un anticipo de 440.000 florines.
Tras el fin del Gran Ducado protegido por Napoleón y la restauración de Fráncfort como Ciudad Libre en 1816, el Senado volvió a restringir los derechos civiles de los judíos en la nueva constitución, la Ley Suplementaria Constitucional, citando la voluntad mayoritaria de la ciudadanía cristiana. Sin embargo, el requisito del gueto quedó abolido. No fue hasta 1864 que la Ciudad Libre de Fráncfort, como tercer estado alemán después de Hamburgo (1861) y el Gran Ducado de Baden (1862), levantó todas las restricciones a los derechos civiles y colocó a los judíos en pie de igualdad con los demás ciudadanos.

## La Judengasse en los siglosXIXyXX

### Bornheimer Straße
El tercio norte de la Judengasse fue destruido en el incendio de 1796. Durante la reconstrucción se construyeron casas mucho más anchas y la calle en esta zona ahora tenía el doble de ancho. Desde entonces, este tramo es Bornheimer Straße. En la Judengasse restante, que ahora era un tercio más corta, todavía se encontraban las casas más antiguas y estrechas.

### Demolición de las casas en la Judengasse
Debido a las hacinadas condiciones de vida, la mayoría de los judíos se marcharon durante el siglo XIX. Siglo el antiguo gueto y se instaló principalmente en la vecina Ostende. La Judengasse se convirtió en un barrio pobre. Aunque el pintoresco paisaje urbano atraía a turistas y pintores, la ciudad quería deshacerse de los restos del antiguo gueto. La demolición de las casas de la Judengasse comenzó hacia 1840. A principios de la década de 1860, esto provocó grandes lagunas en el desarrollo del lado oeste.

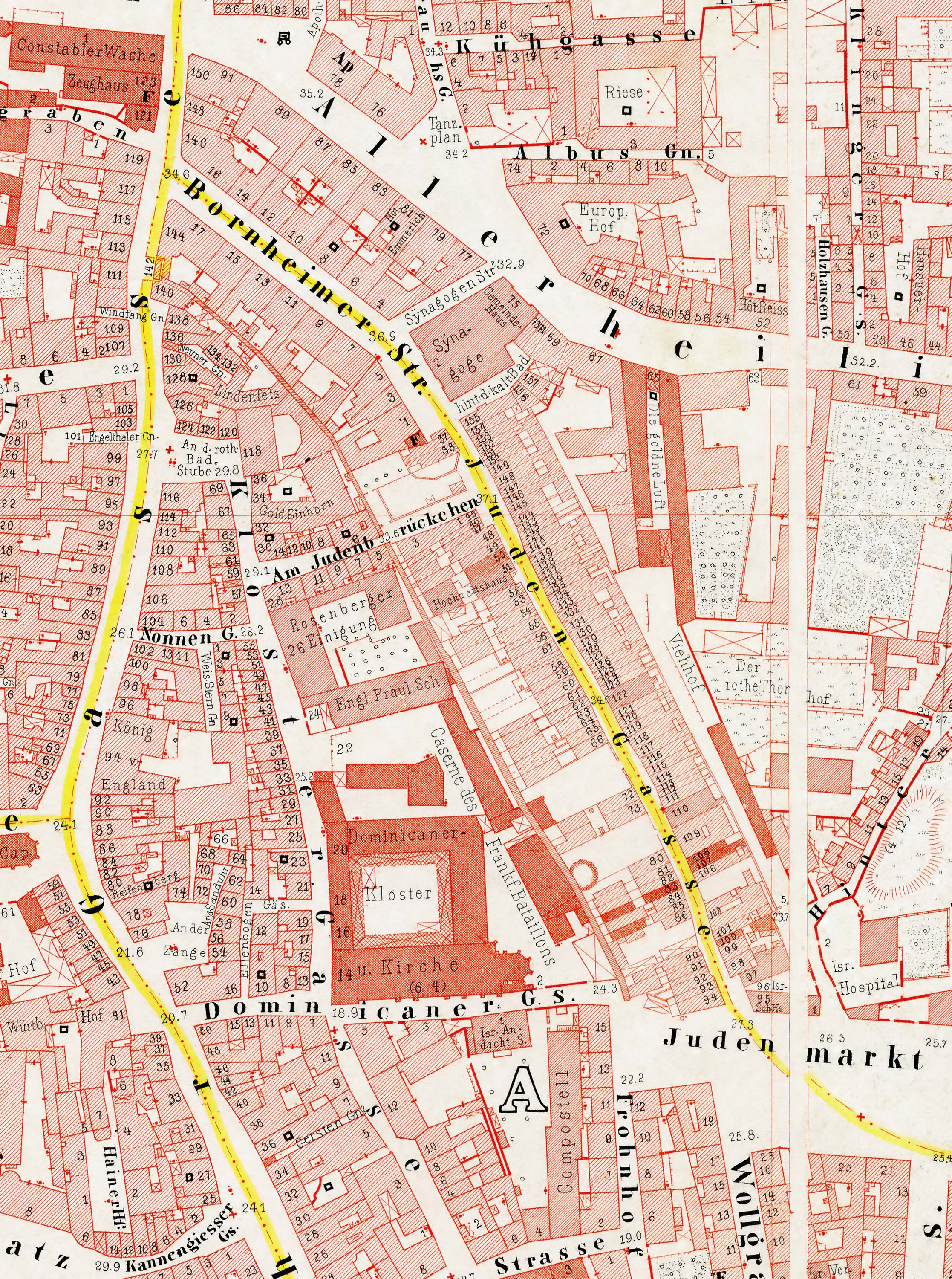
Plan Ravenstein (1861). La parte norte de Antigua Judengasse se encuentra más allá de Bornheimer Straße. Esto es exactamente lo que están a punto de derribar las casas de la Judengasse.
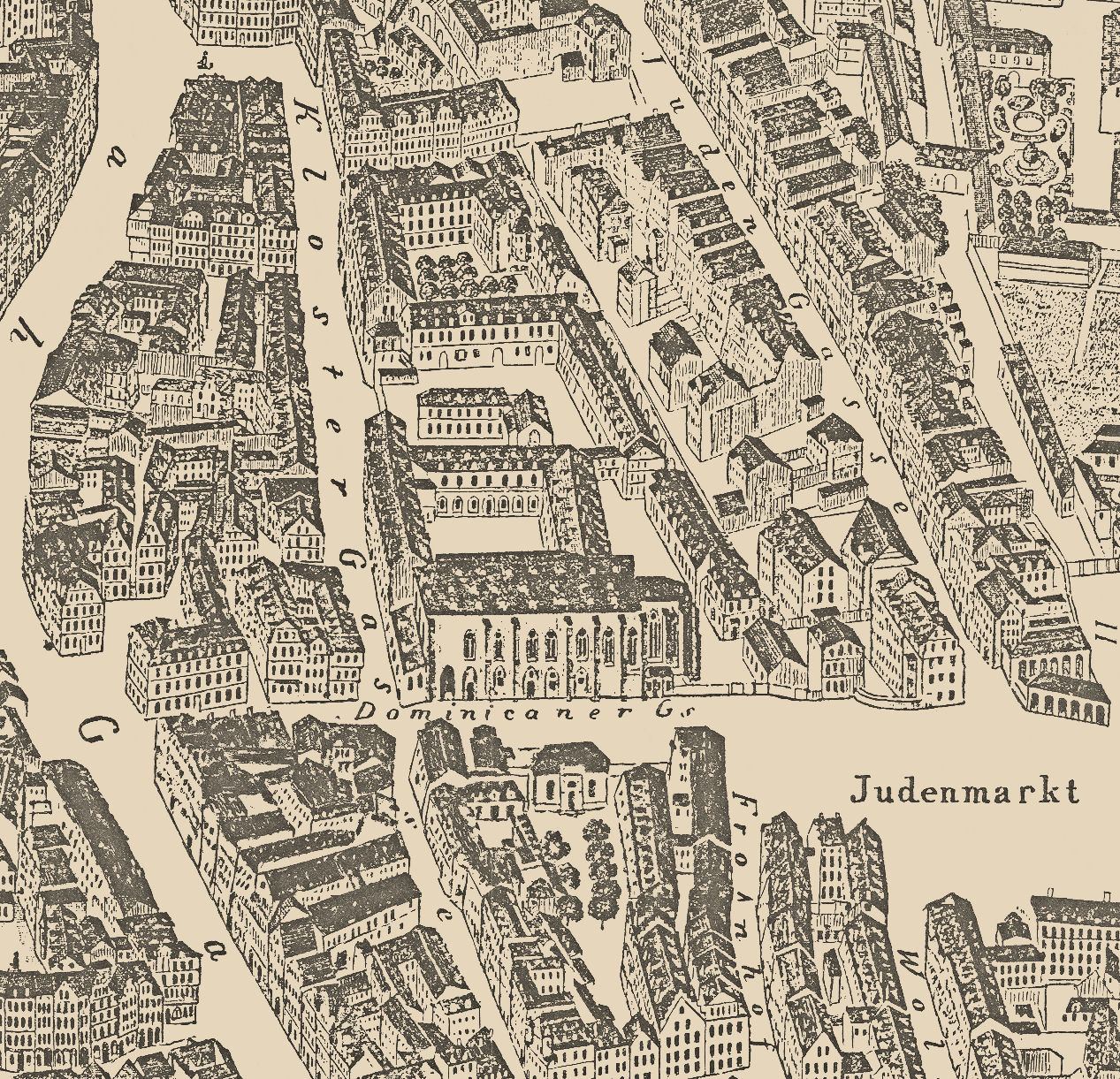
Grabado en acero de Delkeskamp(1864). También aquí se pueden ver espacios entre las casas en el lado est de la Judengasse.

La demolición sistemática comenzó en la década de 1860. Primero se demolió el lado oeste y luego el lado este. Según un libro de fotografías de 1904, las últimas casas del lado oeste fueron demolidas en 1874, las últimas casas del lado este en 1885. Según otras fuentes, el derribo se produjo entre 1867 y 1882.

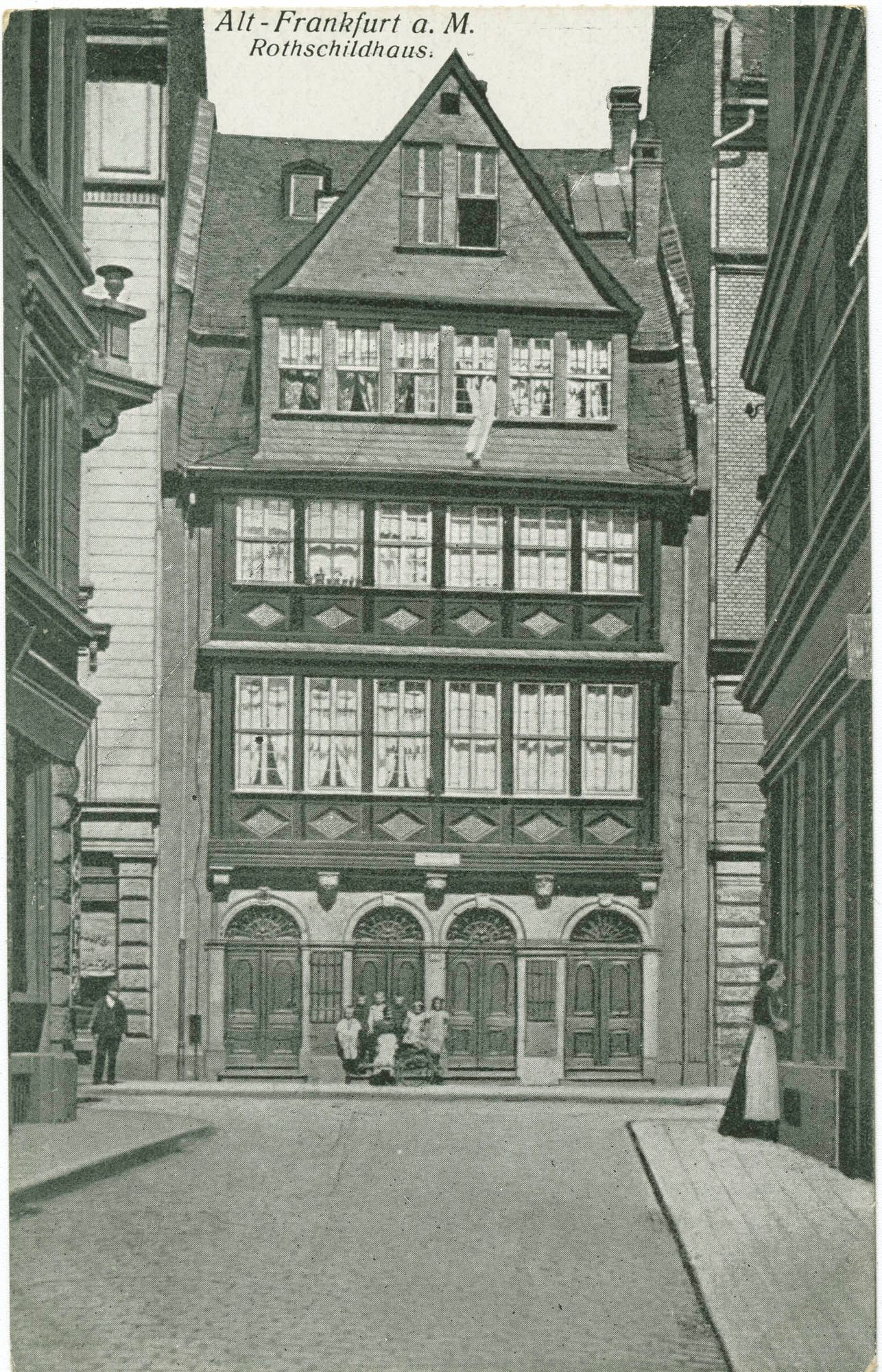
Haus zum Grünen Schild, hogar ancestral de los Rothschild

Uno de los pocos edificios que se conservaron fue la Haus zum Grünen Schild en la Judengasse n.º 148, que fue el hogar ancestral de la familia de banqueros Rothschild. La viuda de Mayer Amschel, Gutele Rothschild, vivió allí hasta su muerte en 1849.

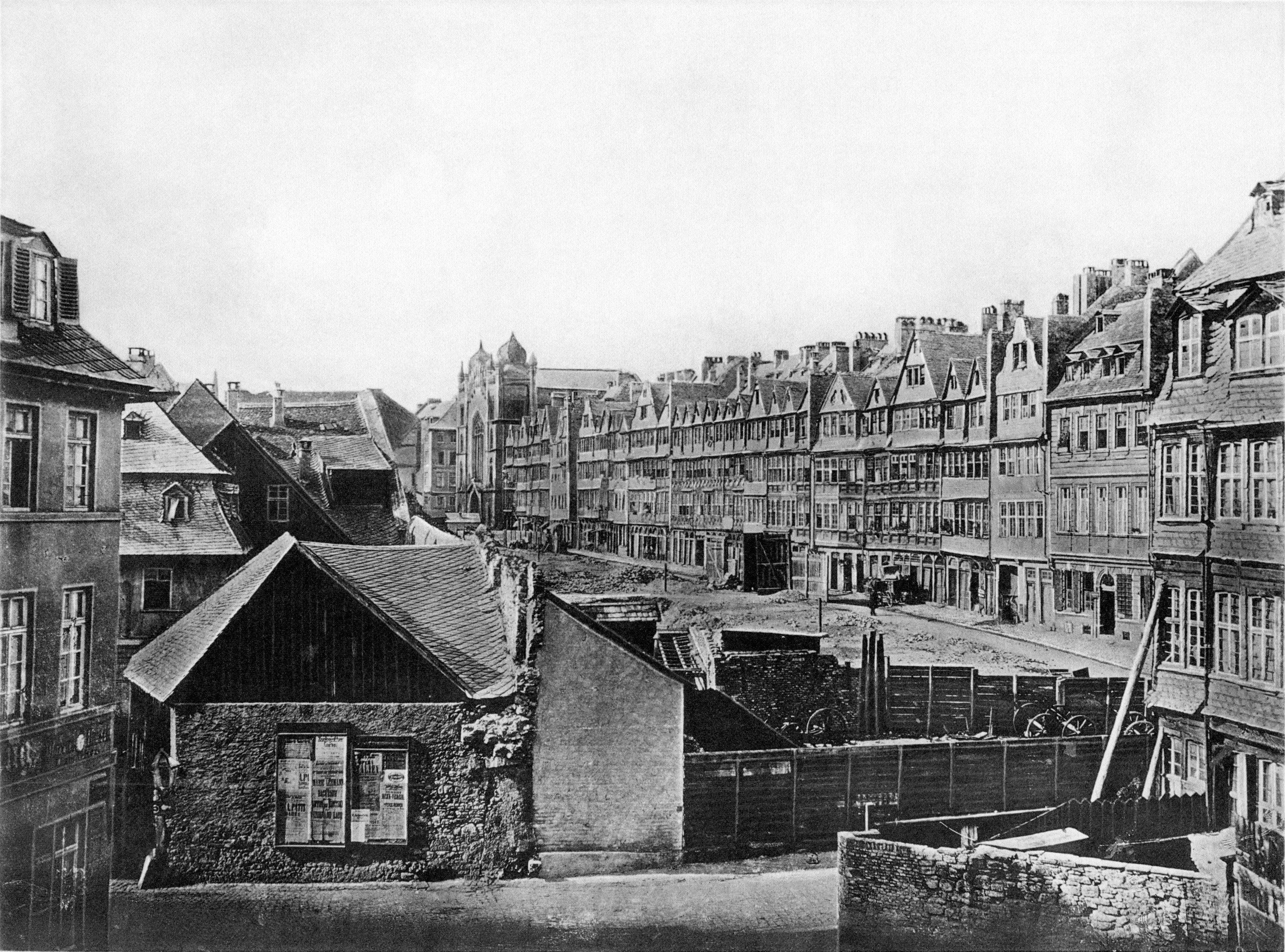
Zona sur de la Judengasse, 1868. Las casas del lado este (derecha) seguían en pie, pero las del lado oeste habían sido demolidas en gran parte. Fotografía de Carl Friedrich Mylius.

### Nuevas sinagogas
En 1854, la comunidad israelita hizo derribar la antigua sinagoga de 1711 y la reemplazó por un nuevo edificio representativo en 1859/60. Como nueva sinagoga principal, era el centro espiritual del ala reformada de la comunidad. Los miembros ortodoxos de la comunidad judía hicieron construir en 1882 su propia sinagoga en el Judenmarkt, que a partir de 1885 se llamó Sinagoga de Börneplatz.

La nueva sinagoga principal en 1860.
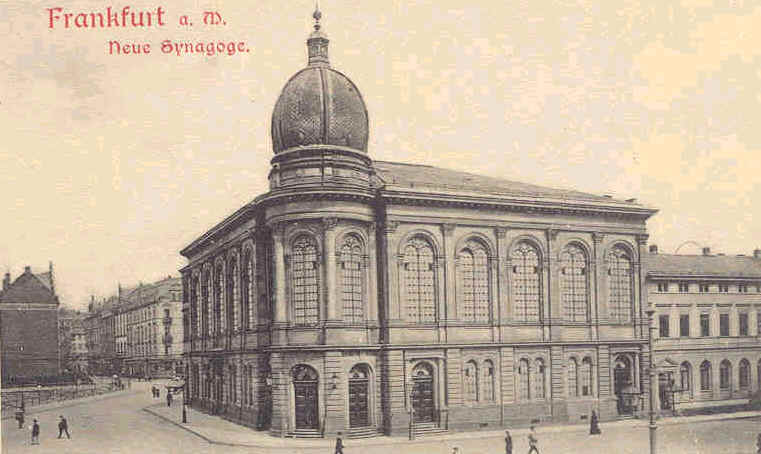
La sinagoga de Börneplatz, construida en 1890

### Renombramiento

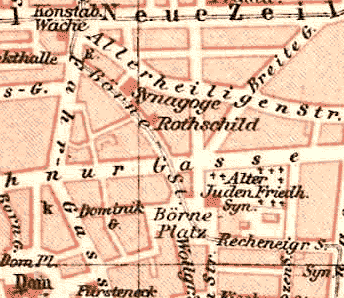
Los nuevos nombres Börnestrasse y Börneplatz en el mapa de la ciudad de 1893

En 1885, la Judengasse y su continuación al norte, la Bornheimer Straße, pasaron a llamarse Börnestrasse. Al mismo tiempo, el mercado judío en su extremo sur pasó a llamarse Börneplatz. En la Judengasse creció el homónimo Ludwig Börne (1786-1837).
Los nacionalsocialistas abolieron honrar al judío Ludwig Börne como homónimo. En 1935, dos años después de la toma del poder, cambiaron el nombre de Börnestraße a Großer Wollgraben y Börneplatz a Dominikanerplatz (en honor al cercano monasterio dominico).

### Destrucción
Durante los pogromos de noviembre de 1938, la sinagoga principal, la sinagoga de Börneplatz y las demás sinagogas de Fráncfort fueron destruidas. Los nacionalsocialistas expulsaron, deportaron o asesinaron a casi todos los judíos de Fráncfort. La antigua Judengasse quedó completamente destruida durante los ataques aéreos sobre Fráncfort durante la Segunda Guerra Mundial.

## Restos del gueto

### Las calles actuales
Después de la destrucción de la guerra, el área fue completamente rediseñada y reconstruida. Se abandonó la reconstrucción de la Börnestrasse. En cambio, de 1952 a 1955 se crearon grandes avances en las calles Kurt-Schumacher-Strasse y Berliner Strasse y se construyeron nuevos edificios. La ancha Kurt-Schumacher-Straße corta en ángulo agudo el antiguo curso de Judengasse en dirección norte-sur y cubre así una gran parte del antiguo barrio del gueto. Por ello, la ubicación de la antigua Judengasse en la calle actual sólo es reconocible de forma rudimentaria.
La mitad norte de la actual calle An der Staufenmauer al sur de Konstablerwache corresponde al extremo norte de Börnestrasse y la antigua Judengasse. Aquí también se puede ver el último vestigio que queda del muro, en cuyo lado este se encontraba el gueto. La sinagoga principal estaba situada frente al cruce de Aller Heiligenstrasse y Kurt-Schumacher-Strasse. Una placa conmemorativa de granito negro en la parte trasera de la casa número 41 la conmemora. Desde abril de 2024, en la entrada de la calle Kurt-Schumacher-Straße hay un panel informativo con información, planos y fotografías de la sinagoga principal.

### Museo Judengasse

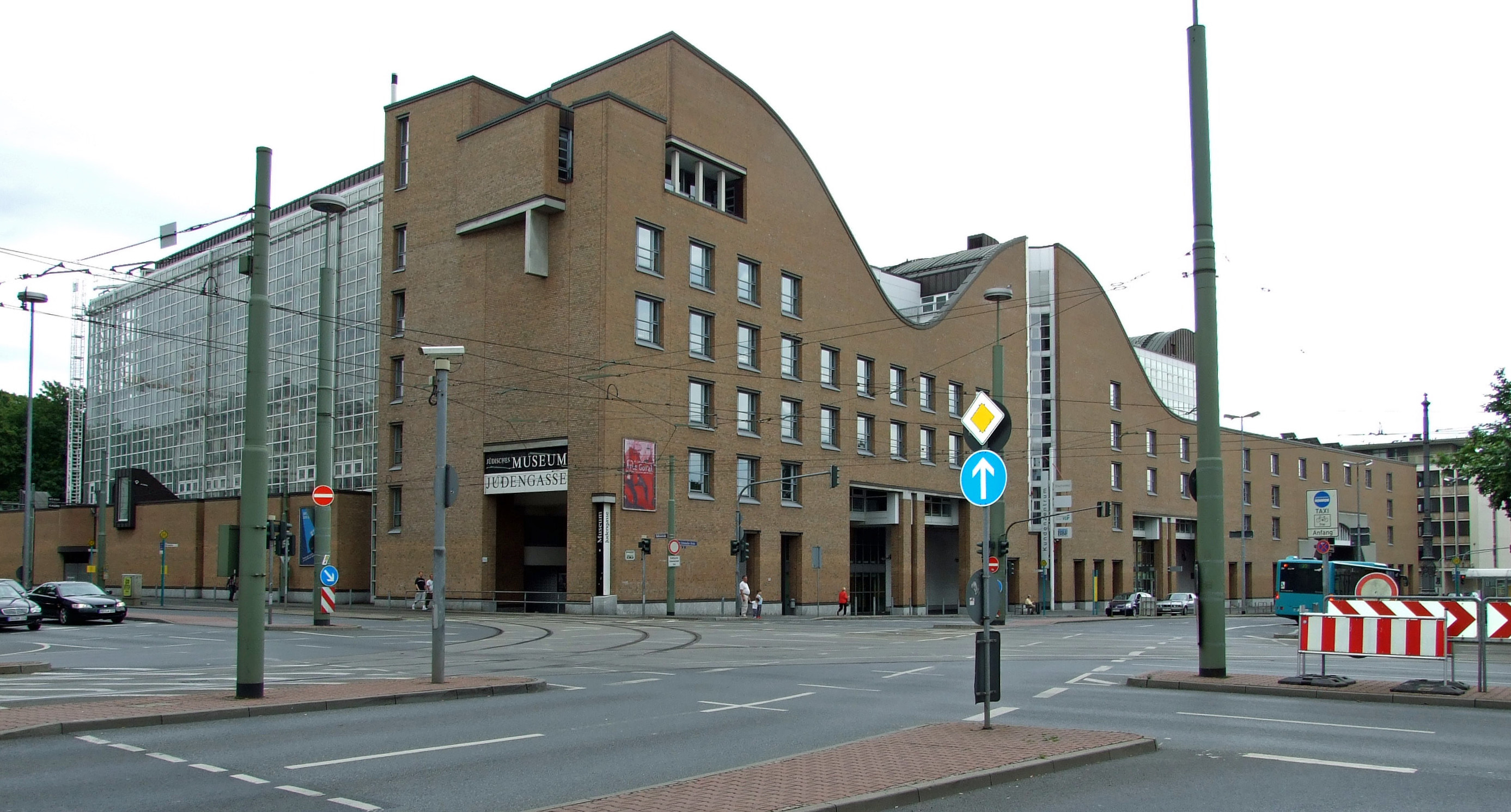
El edificio administrativo en el que se encuentra el Museo Judengasse

Los cimientos de cinco casas en el extremo sur de la Judengasse se encuentran ahora bajo un edificio administrativo terminado en 1990. Son accesibles en el Museo Judengasse instalado allí.
A finales de los años 80 se construyó en la Börneplatz un nuevo edificio administrativo para el servicio municipal de Fráncfort del Meno. En 1987, en la excavación se descubrieron los restos de una mikve y los cimientos de las casas de la Judengasse. Luego se desarrolló un debate sobre el tratamiento adecuado de estos restos de la cultura judía. Finalmente, se aseguraron e integraron algunos muros de cimentación y evidencia arqueológica en el nuevo Museo Judengasse, que se encuentra en el sótano del edificio administrativo. El Museo Judengasse se inauguró en 1992. Es parte del Museo Judío de Fráncfort.

### El cementerio judío en la Battonnstrasse

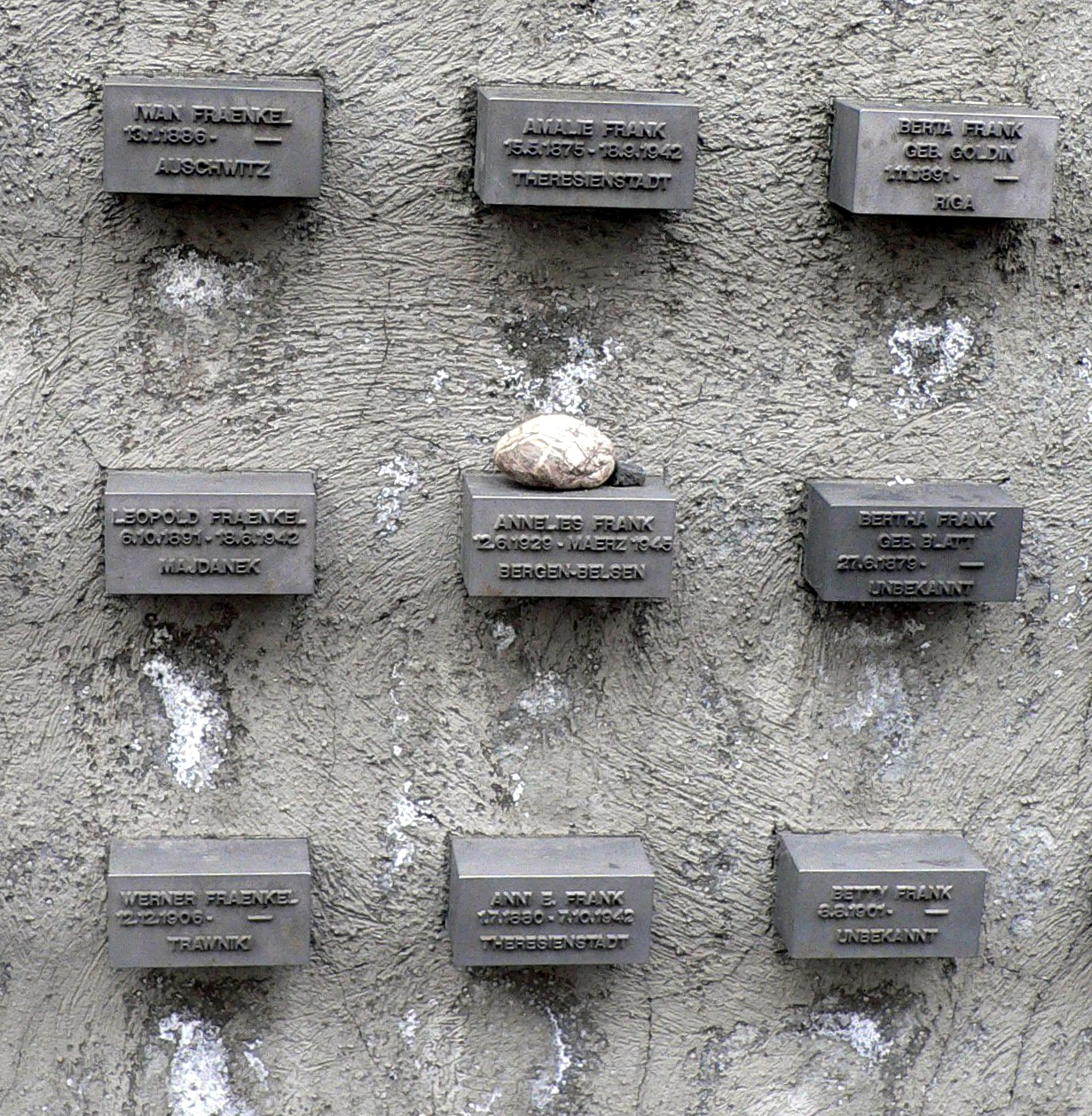
Bloques conmemorativos en el muro exterior del cementerio judío, en el medio el bloque conmemorativo de Ana Frank

El antiguo cementerio judío de 11 850 m² en Battonnstrasse es una prueba más del gueto, ya que sirvió como cementerio para la comunidad judía hasta 1828.. Fue mencionado por primera vez en un documento en 1180, y la lápida más antigua que se conserva data de 1272. Esto convierte al cementerio de Battonnstraße en el segundo cementerio judío más antiguo de Alemania, después del antiguo cementerio judío de Worms. Aquí también fue enterrado Mayer Amschel Rothschild.
El muro exterior del cementerio pertenece ahora al monumento conmemorativo de Neuer Börneplatz. Casi 12.000 bloques de metal incorporados en el muro contienen los nombres y fechas de vida de los judíos de Fráncfort que perdieron la vida en el Holocausto. Uno de los bloques conmemorativos está dedicado a Ana Frank y está rodeado por los de sus familiares. Otro bloque conmemorativo recuerda al niño de Fráncfort Hans Helmut Michel, cuya biografía se incorporó a la trama del largometraje francés Au revoir, les enfants de Louis Malle.
Junto al muro del cementerio se encontraba la sinagoga de Börneplatz, destruida en 1938. La parte de su planta que no está construida se reproduce en el diseño del piso del monumento conmemorativo Neuer Börneplatz.

## La Judengasse en la literatura
En su autobiografía Poesía y verdad Johann Wolfgang von Goethe describió la Judengasse a mediados del siglo XVIII como un distrito urbano extremadamente estresante y sombrío:

Zu den ahnungsvollen Dingen, die den Knaben und auch wohl den Jüngling bedrängten, gehörte besonders der Zustand der Judenstadt, eigentlich die Judengasse genannt, weil sie kaum aus etwas mehr als einer einzigen Straße besteht, welche in frühen Zeiten zwischen Stadtmauer und Graben wie in einen Zwinger mochte eingeklemmt worden sein. Die Enge, der Schmutz, das Gewimmel, der Akzent einer unerfreulichen Sprache, alles zusammen machte den unangenehmsten Eindruck, wenn man auch nur am Tore vorbeigehend hineinsah. [Uno de los presentimientos que preocupaba al niño y también al joven era el estado de la ciudad judía, llamada de hecho Judengasse porque apenas consistía en nada más que una sola calle, que antiguamente discurría entre la muralla de la ciudad y el foso, como si hubiera quedado atrapado en una perrera. La estrechez, la suciedad, la multitud, el acento de una lengua desagradable, todo en conjunto causaba la impresión más desagradable incluso si se miraba más allá de la puerta.]

En su obra de 1807 Los judíos en Fráncfort del Meno, Ludwig Börne dio sus impresiones tras una ausencia de varios años. Miró hacia los pasillos oscuros de las casas:

Das Herz pochte mir vor Erwartung als ich die finstere Behausung wiedersehen sollte, in der ich geboren war, die Wiege meiner Kindheit. […] Wenn man hineinsieht in die langen schmalen Gänge der Häuser, so findet das Auge kein Ziel und keinen Ruhepunkt. Da herrscht eine Dunkelheit, die wohl dienen kann zur Rückerinnerung an die zehen Plagen des Pharao, und ein Symbol abgibt von der Geisteskultur der Juden. [Mi corazón latía con fuerza por la anticipación de volver a ver la oscura morada en la que nací, la cuna de mi infancia. […] Cuando miras los largos y estrechos pasillos de las casas, tu ojo no encuentra ningún destino ni ninguna lugar para descansar. Hay allí una oscuridad que puede servir como recordatorio de las diez plagas del faraón y es un símbolo de la cultura espiritual de los judíos.]

En su fragmento de novela Der Rabbi von Bacherach, Heinrich Heine describió cómo la Judengasse había cambiado desde alrededor de 1500 debido al estrecho desarrollo:

Damals nämlich waren die Häuser des Judenviertels noch neu und nett, auch niedriger wie jetzt, indem erst späterhin die Juden, als sie in Frankfurt sich sehr vermehrten und doch ihr Quartier nicht erweitern durften, dort immer ein Stockwerk über das andere bauten, sardellenartig zusammenrückten und dadurch an Leib und Seele verkrüppelten. Der Teil des Judenquartiers, der nach dem großen Brande stehen geblieben und den man die Alte Gasse nennt, jene hohen schwarzen Häuser, wo ein grinsendes, feuchtes Volk umherschachert, ist ein schauderhaftes Denkmal des Mittelalters. [En aquel entonces, las casas en el barrio judío todavía eran nuevas y bonitas, incluso más bajas que ahora, porque sólo más tarde, cuando los judíos se multiplicaron en Frankfurt y no se les permitió ampliar sus barrios, construyeron siempre un piso en uno encima del otro, movidos juntos como anchoas y, por tanto, lisiados en cuerpo y alma. La parte del barrio judío que quedó en pie después del gran incendio y que se llama Old Gasse, esas casas altas y negras donde una gente sonriente y húmeda regatea, es un horrible monumento a la Edad Media.]

En 1840, en sus memorias sobre Ludwig Börne, Heine mencionó una escena nocturna en la Judengasse que había experimentado durante un paseo invernal con Börne en la década de 1820. Incluso después de que se levantó el gueto obligatorio, los residentes judíos dieron forma a la vida en Judengasse:

Als wir denselben Abend wieder durch die Judengasse gingen und das Gespräch über die Insassen derselben wieder anknüpften, sprudelte die Quelle des Börneschen Geistes um so heiterer, da auch jene Straße, die am Tage einen düsteren Anblick gewährte, jetzt aufs fröhlichste illuminiert war, und die Kinder Israel an jenem Abend, wie mir mein Cicerone erklärte, ihr lustiges Chanukka feierten. [Cuando esa misma tarde volvimos a caminar por la Judengasse y reanudamos la conversación sobre los internos, la fuente del espíritu de Börne burbujeó con mayor alegría porque aquella calle, que durante el día presentaba un panorama sombrío, ahora estaba iluminada con la luz más alegre. camino, y esa tarde, como me explicó mi Cicerón, los hijos de Israel estaban celebrando su alegre Janucá.]

### Pogromo de 1241
- Seligmann Baer: Die Trauergesänge für Tischah beab nebst allen dazu gehörigen Gebeten. Basel, Goldschmidt 1988 = Nachdruck der Ausgabe von Lehrberger, Rödelheim 1863. Online-Ausgabe.
- Ernst Karpf: Das Frankfurter Judenpogrom von 1241. En: „Und groß war bei der Tochter Jehudas Jammer und Klage …“. Die Ermordung der Frankfurter Juden 1241 = Schriftenreihe des Jüdischen Museums Frankfurt am Main Band 1, Thorbecke, Sigmaringen 1995. ISBN 3-7995-2315-4, p. 57–92.
- Margarete Schlüter: Die sogenannte Erste Frankfurter Judenschlacht. Der Pogrom von 1241 in der jüdischen Überlieferung. En: „Und groß war bei der Tochter Jehudas Jammer und Klage …“. Die Ermordung der Frankfurter Juden 1241 = Schriftenreihe des Jüdischen Museums Frankfurt am Main Band 1, Thorbecke, Sigmaringen 1995. ISBN 3-7995-2315-4, p. 93–114.
- Siegmund Salfeld: Das Martyrologium des Nürnberger Memorbuches = Quellen zur Geschichte der Juden in Deutschland 3. Simion, Berlin 1898. (Digitalisat)
- Bernd Schneidmüller: Eine Pfalzstadt in der Krise. Frankfurt am Main im Jahre 1241. En: „Und groß war bei der Tochter Jehudas Jammer und Klage …“. Die Ermordung der Frankfurter Juden 1241 = Schriftenreihe des Jüdischen Museums Frankfurt am Main, tomo 1, Thorbecke, Sigmaringen 1995. ISBN 3-7995-2315-4, p. 15–56.